# Movimiento de milicia constitucional
El Movimiento de milicia constitucional moderno, es una ala del movimiento de milicia en los Estados Unidos, desde la década de los 90, en una respuesta al "ultraje" sobre algunos grupos nacionalistas como el Asedio de Waco y las restricciones en compra y uso de armas de fuego. El movimiento está compuesto en gran parte de veteranos, Liberales y miembros de la Asociación Nacional del Rifle quiénes comparten una creencia común en libertades individuales y responsabilidades civiles, según su interpretación de la Constitución de los Estados Unidos, que perciben defenderse del abuso, usurpacion y algunas decisiones del estado que pueden ser tildadas de tiránicas, clamando esta organización como "autodefensa".

## Trasfondo
El movimiento de la milicia constitucional tiene raíces ideológicas que se remontan a la Revolución Americana,con períodos de hundimiento y reactivación. Los avivamientos incluyen, la Revolución de 1800, la Rebelión de Dorr (1842), la guerra civil estadounidense (1861–65), y el Asedio de Waco (1993). A lo largo de la historia estadounidense, ha habido otros avivamientos constitucionalistas en oposición a diversas acciones del gobierno.
Algunos periodistas han concluido que el renacimiento moderno del movimiento de la milicia constitucional comenzó ya en 1958 pero que, en esta fase temprana, se asoció ideológicamente con el movimiento supremacista blanco, Identidad Cristiana mezclado con elementos constitucionalistas, como por ejemplo el KKK. El temor al comunismo prevaleció en los Estados Unidos durante el siglo XX, contra el cual se estableció el renacimiento moderno del movimiento constitucional de la milicia. Estos avivamientos de la milicia creían en la "santidad" de la Constitución de los Estados Unidos y que ciertos grupos están conspirando para destruir a Estados Unidos. A diferencia de los grupos de Identidad Cristiana, las milicias constitucionalistas generalmente se resisten a echarle la culpa a los grupos étnicos, raciales o religiosos, sino que culpan a los individuos o grupos de individuos influyentes (por ejemplo, el Grupo Bilderberg, la Comisión Trilateral (grupo fundado por David Rockefeller,exmiembro ejecutivo del Council on Foreign Relations y del Grupo Bilderberg y aglutina a personalidades destacadas de la economía y los negocios de las tres zonas principales de la economía capitalista: Norteamérica, Europa y Asia-Pacífico.) que promueven la globalización, conocida colectivamente como Nuevo Orden Mundial y supuestamente dirigida por George Soros, difiriendo las organizaciones Posse Comitatus que se adhiere a la teoría antisemita del Gobierno de Ocupación Sionista.

## Definición
Conceptualmente, la milicia de un ciudadano ha sido definida como constitucionalista, un ejército privado que conoce regularmente para practicar habilidades de combate y hablar sobre armas. La milicia está definida como habilidades de práctica de grupos "sociales dentro de un territorio distinto, no es siempre anti-gobierno, y pueden tener algunas opiniones considerando uso de terrorismo a objetivos de milicia menos radicales." Además de poseer una rama paramilitar o una orientación defensiva según las circunstancias.
Algunas características operativas enumeradas en el libro "Milicias en el Milenio" incluyen lo siguiente:
1. Entrenar en escenarios de combates y habilidades del uso y mantenimiento de armas en acciones simuladas y maniobras
2. Tiene un territorio identificable para los miembros (que comparten la filosofía de la organización)
3. Retórica con bases antigubernamentales y liberales
4. Desarrollo de planes de contingencia en caso de una provocación gubernamental
5. El uso de explosivos, secuestro, separatismo, "terrorismo de papel" u otras medidas extremas para proteger la Constitución orgánica y los valores de la nación
6. Considera la viabilidad de la actividad criminal para adquirir armas y explosivos

## Estructura
Un escritor ofrece una descripción del movimiento de milicia que identifica cuatro tipos:
1. El Abiertamente Constitutionalista, como las milicias afines a la Asociación Nacional del Rifle
2. Estructura Constitucionalista/Comando: con la The Covenant, the Sword, and the Arm of the Lord y la Milicia de Míchigan como ejemplos
3. Constitutionalistas con estructura de célula, con la Hutaree y Texas Milicia Constitucional como ejemplos
4. Subterráneo/Sin Contacto Público, como la Atomwaffen Division o FEAR (grupo terrorista)

Desde el nacimiento del movimiento moderno allí ha sido controversia encima si el movimiento era una amenaza tangible de terrorismo doméstico, como ejemplo la Ocupación de milicianos del refugio nacional de vida silvestre de Malheur, incluso organizaciones como la Liga Antidifamación los consideren un grupo extremista.</ref>